# أستراليا المفتوحة 1980
هنا قائمة ببطولات أستراليا المفتوحة لسنة 1980:

## الكبار

### فردي رجال
براين تيتشر () هزم كيم واوريك (), 7-5, 7-6, 6-3

### فردي سيدات
هانا ماندليكوفا () هزم ويندي ترنبول (), 6-0, 7-5